# Liga Gimel
La Liga Gimel (in ebraico ליגה ג‎?, cioè "Serie C") è la quinta e ultima divisione del campionato israeliano di calcio. Fu istituita nel 2009.

## Formula
Le 96 squadre attualmente milianti in Liga Gimel sono suddivise in sei gironi:
- Liga Gimel Nord
  - Alta Galilea, 15 squadre;
  - Valle di Jezreel, 16 squadre;
  - Samaria, 16 squadre;
- Liga Gimel Sud
  - Pianura di Sharon, 16 squadre;
  - Distretto di Tel Aviv, 16 squadre;
  - Distretto Centrale, 15 squadre.

In ciascun raggruppamento, le squadre si affrontano in gironi all'italiana con partite di andata e ritorno, per un totale di 30 giornate.
Le vincitrici sono direttamente promosse in Liga Bet, mentre le seconde classificate disputano un play-off per determinare le altre due promosse.
Trattandosi dell'ultima serie, non vi sono retrocessioni.